# Богуново
Богуново (словац. Bohúňovo) — село в окрузі Рожнява Кошицького краю Словаччини. Площа села 6,81 км². Станом на 31 грудня 2016 року в селі проживало 274 жителів.

## Історія
Перші згадки про село датуються 1243 роком.

## Населення
| Рік:            | 1994. | 2004.   | 2014.    | 2024.   |
| --------------- | ----- | ------- | -------- | ------- |
| Кількість осіб: | 333   | 323     | 275      | 266     |
| Різниця:        |       | -3,00 % | -14,86 % | -3,27 % |

| Рік:            | 2023. | 2024.   |
| --------------- | ----- | ------- |
| Кількість осіб: | 268   | 266     |
| Різниця:        |       | -0,74 % |